# Società Sportiva Vis Pesaro 1938-1939
Questa voce raccoglie le informazioni riguardanti la Società Sportiva Vis Pesaro nelle competizioni ufficiali della stagione 1938-1939.

## Rosa
| N. |                   | Ruolo | Calciatore           |
| -- | ----------------- | ----- | -------------------- |
|    | Italia (bandiera) | C     | Gino Aureli          |
|    | Italia (bandiera) |       | Rino Ballabeni       |
|    | Italia (bandiera) |       | Antonio Buffoni (II) |
|    | Italia (bandiera) |       | Nardino Barbieri     |
|    | Italia (bandiera) |       | Bruno Betosti        |
|    | Italia (bandiera) | C     | Wladimiro Cacciari   |
|    | Italia (bandiera) |       | Tolentino Casadio    |
|    | Italia (bandiera) |       | Ornello Cottafavi    |
|    | Italia (bandiera) |       | Francesco Dealbi     |

| N. |                   | Ruolo | Calciatore         |
| -- | ----------------- | ----- | ------------------ |
|    | Italia (bandiera) |       | Alfredo Dolcini    |
|    | Italia (bandiera) |       | Silvio Fabiani     |
|    | Italia (bandiera) |       | Carlo Ferri        |
|    | Italia (bandiera) |       | Ennio Gnocchi      |
|    | Italia (bandiera) |       | Gaetano Lanfernini |
|    | Italia (bandiera) | C     | Elio Mancini       |
|    | Italia (bandiera) | C     | Davide Mariani     |
|    | Italia (bandiera) | D     | Adriano Rubini     |
|    | Italia (bandiera) |       | Alberto Sgarzini   |